# Venedikt Vasiljevič Jerofejev
Venedikt Vasiljevič Jerofejev [venedíkt vasíljevič jerofêjev-] (rusko Венеди́кт Васи́льевич Ерофе́ев), ruski pisatelj, * 24. oktober 1938, Niva-2, Murmanska oblast, Sovjetska zveza (zdaj Rusija), † 11. maj 1990, Moskva, Sovjetska zveza (zdaj Rusija).
Jerofejev je najbolj znan po psevdoavtobiografski postmodernistični pesnitvi Moskva–Petuški, napisani v letih 1969–1970. V Sovjetski zvezi je bila prepovedana in izdana kot samizdat, leta 1973 so jo natisnili v Izraelu.